# Леопардов електрически скат
Леопардовият електрически скат, още леопардово торпедо (Torpedo panthera), е вид акула от семейство Торпедови (Torpedinidae).

## Разпространение и местообитание
Видът е разпространен във водите около Джибути, Египет, Еритрея, Йемен, Индия, Иран, Оман, Пакистан, Саудитска Арабия, Сомалия и Судан.
Обитава пясъчните дъна на океани, морета, заливи и реки. Среща се на дълбочина от 5 до 350 m.

## Описание
На дължина достигат до 1 m.